# Nichtigkeitsklage (Zivilrecht)
Die Nichtigkeitsklage im deutschen Zivilprozess ist eine Form der Wiederaufnahmeklage. Sie steht neben der Restitutionsklage. Die Wiederaufnahme bezweckt, ein rechtskräftiges Urteil  zu beseitigen und eine neue Entscheidung herbeizuführen.

## Anwendungsfälle
Die Nichtigkeitsklage findet gemäß § 579 ZPO statt:
1. wenn das erkennende Gericht nicht vorschriftsmäßig besetzt war;
2. wenn ein Richter bei der Entscheidung mitgewirkt hat, der von der Ausübung des Richteramts kraft Gesetzes ausgeschlossen war, sofern nicht dieses Hindernis mittels eines Ablehnungsgesuchs oder eines Rechtsmittels ohne Erfolg geltend gemacht ist;
3. wenn bei der Entscheidung ein Richter mitgewirkt hat, obgleich er wegen Besorgnis der Befangenheit abgelehnt und das Ablehnungsgesuch für begründet erklärt war;
4. wenn eine Partei in dem Verfahren nicht nach Vorschrift der Gesetze vertreten war, sofern sie nicht die Prozessführung ausdrücklich oder stillschweigend genehmigt hat.

In den Fällen der Nummern 1 und 3 ist die Klage jedoch unzulässig, wenn die Nichtigkeit mittels eines Rechtsmittels geltend gemacht werden konnte.
Die praktische Bedeutung der Nichtigkeitsklage ist gering, weil sie eine Ausnahmeregelung ist. In Frage kommt sie insbes. dann, wenn Vollstreckungsbescheide an Geschäftsunfähige zugestellt wurden und die Einspruchsfrist versäumt wurde.

## Gesellschaftsrecht
Im Gesellschaftsrecht wird eine Klage, mit der die Feststellung der Nichtigkeit des Beschlusses der Hauptversammlung einer AG, KGaA oder SE oder der Gesellschafterversammlung einer GmbH begehrt wird, als Nichtigkeitsklage bezeichnet. Diese ist in § 241 AktG geregelt.
Das Gericht kann gemäß § 44 Abs. 1 WEG auf Anfechtungsklage eines Wohnungseigentümers einen Beschluss für ungültig erklären oder seine Nichtigkeit feststellen (Nichtigkeitsklage).

## Patentrecht
Die Nichtigkeitsklage nach der Zivilprozessordnung darf nicht mit der Nichtigkeitsklage (Patentrecht) verwechselt werden, die auf die Beseitigung eines wirksam erteilten (deutschen oder europäischen) Patents zielt.